# František Králík
František Králík, češkoslovaški rokometaš, * 12. april 1942, † 7. september 1974.
Leta 1972 je na poletnih olimpijskih igrah v Münchnu v sestavi češkoslovaške rokometne reprezentance osvojil srebrno olimpijsko medaljo.